# Robert Themptander

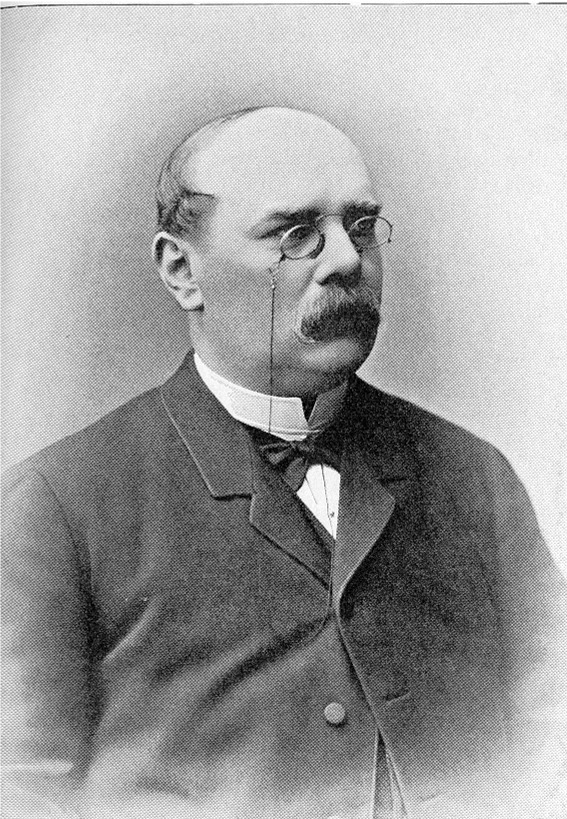
Oscar Robert Themptander

Oscar Robert Themptander (* 14. Februar 1844 in Stockholm; † 30. Januar 1897 ebenda) war ein schwedischer Politiker und Ministerpräsident.

## Studium und berufliche Laufbahn
Der Sohn eines Leutnants absolvierte ein Studium der Rechtswissenschaften an der Universität Uppsala, das er bereits 1863 abschloss. Anschließend trat er in den öffentlichen Dienst ein und wurde als Ausschusssekretär Mitarbeiter in der Kanzlei des Reichstages. 1874 wurde er zunächst Justiziar und dann 1878 Leiter der Zollbehörde (Generaltullstyrelsen).

## Politische Laufbahn

### Abgeordneter und Minister
Themptander begann seine politische Laufbahn 1879 mit der Wahl zum Abgeordneten der Zweiten Kammer des Reichstages. Er war zunächst Vertreter des Zentrums, trat jedoch bald zur Bauernpartei (Lantmannapartiet) unter Arvid Posse über. Während seiner Abgeordnetenzeit war er auch 1889 bis 1890 Vorsitzender der Bankenausschusses, 1891 bis 1892 des Landwirtschaftsausschusses sowie 1894 bis 1895 des Land- und Schiffverkehrsausschusses.
Posse holte ihn am 7. Dezember 1880 als Minister ohne Geschäftsbereich in seine Regierung. Am 8. März 1881 wurde er als Nachfolger von Posse Finanzminister. Dieses Amt übte er auch unter dessen Nachfolger Carl Johan Thyselius bis zum 16. Mai 1884 aus.

#### Ministerpräsident von 1884 bis 1888
Am 16. Mai 1884 wurde er selbst Ministerpräsident und war der bis dahin jüngste Ministerpräsident Schwedens.
Wie bereits seine Vorgänger Louis De Geer, Posse und Thyselius begann er mit der Lösung der wichtigen Armee- und Steuerreform.
Themptander brachte 1885 das Wehrgesetz zur Annahme. Allerdings gelang ihm dies nur mit wesentlichen Zugeständnissen an die Reichstagsmehrheit: Nach dem Wehrgesetz wurde ein stehendes Heer aus freiwillig geworbenen Stammtruppen gebildet. Daneben war jedoch jeder Schwede zu 20-jähriger Dienstzeit in der Land- und Seewehr verpflichtet, für welche er durch kurze Übungen vorbereitet wurde. Das neue Gesetz trat am 1. Januar 1887 in Kraft. Unter anderem hatte Themptander der Bauernpartei zuliebe auf ein Drittel der militärischen Grundsteuer verzichtet. Dies ermutigte die Partei aber zusätzlich, nicht bloß die völlige Aufhebung dieser Steuer, sondern auch die Einführung von Getreidezöllen zum Schutz der Landwirtschaft zu fordern.
Als im März 1887 die Mehrheit der Zweiten Kammer den Antrag auf Einführung von Getreide- und Schutzzöllen annahm, löste Themptander den Reichstag auf und erzielte bei den Neuwahlen eine Mehrheit, die den Freihandel forderte. Diese verminderte sich aber bei den ordentlichen Reichstagswahlen im Herbst 1887, zumal das höchste Gericht die Wahl der 22 freihändlerischen Vertreter Stockholms wegen eines Formfehlers für ungültig und die Vertreter der Schutzzollpolitik für gewählt erklärte; auch in der Ersten Kammer vermehrten sich die Anhänger der Getreidezölle bei den Nachwahlen. Daher reichte das Ministerium Themptander nach Eröffnung des neuen Reichstags im Januar 1888 seine Entlassung ein.
Der König beauftragte angesichts der noch nicht endgültig entschiedenen Haltung der Mehrheit der beiden Kammern Gillis Bildt damit, ein gemäßigt schutzzöllnerisches Kabinett zusammenzustellen, was am 6. Februar 1888 gelang.

#### Spätere Ämter
Nach seinem Rücktritt als Ministerpräsident wurde er Regierungspräsident (Landshövding) der Provinz Stockholm. Dieses Amt übte er bis 1896 aus.
Anschließend war er bis zu seinem Tod Direktor des Industriekonzerns Trafik AB Grängesberg-Oxelösundää.